# Bandeira de Montadas
Bandeira de Montadas, é composta por uma base azul marinho em forma de retângulo, com duas faixas brancas ligando a parte superior direita a parte inferior esquerda e a parte inferior direita a parte a parte superior esquerda, sobreposta por um brasão com seis partes pontos e uma na parte inferior; ao centro do brasão uma cruz, cor amarelo-ouro, dividindo-o em quatro partes. Na parte superior esquerda com fundo azul marinho, a um sol com 25 raios na cor amarelo-ouro; na parte superior direita com fundo branco, a um lema centralizado com letras em azul marinho, com palavras acima uma da outra: Amor, Veracidade e Sabedoria; na parte inferior esquerda, com fundo branco, a uma sombra em azul marinho onde a um vaqueiro sentado com um cavalo ao seu lado; na parte inferior direita com fundo azul marinho a seis estrelas de cinco pontos em amarelo-ouro. O Brasão é coroado em suas laterais esquerda e direita por dois ramos: um de feijão ao lado esquerdo e outro de batatinha ao lado direito. Sobre o punho do brasão ainda é brocado um listel de alvo, inscrever-se-á, em azul marinho, a legenda Montadas/PB, no centro, e ainda as expressões 14 de outubro, na extremidade destra, e as expressões de 1963, na sinistra.
O Legislativo Municipal Montadas adotou oficialmente o Projeto de Lei Nº 12/2007 que institui, o Brasão de Armas e a Bandeira Municipal em 1 de novembro de 2007 e sancionada pela Executivo Municipal, pelo então prefeito José de Arimateia Souza sob Lei Municipal Nº 343 de 5 de novembro de 2007.
O conceito foi criado por Antonio Veríssimo de Souza Segundo. É um dos símbolos municipais montadenses, ao lado do Brasão de Armas, do Selo Municipal e do Hino Municipal.

## Descrição heráldica
O campo azul marinho simbolizam a Liberdade; as duas faixas brancas diagonais ligando a parte superior esquerda a parte inferior direita e a parte inferior esquerda a parte superior direita em forma de "X", a primeira vem a simbolizar a Igualdade e a segunda a Paz.
O brasão contém seis pontas na parte superior criando ligando-se ao ponto inferior, simbolizando as duas divisas, sua história e sua cultura; ao centro do brasão a uma cruz a uma Cruz em cor amarelo-ouro, que se entende de norte a sul e leste a oeste do mesmo, simbolizando o o Cristianismo; divido o brasão em 4 partes iguais, ficando duas na parte superior e duas na parte inferior, cada parte com uma imagem. Na parte superior esquerda com fundo azul marinho a um Sol amarelo-ouro, representa o raiar do dia, da esperança, com fé, dedicação e vontade de trabalhar, além da honestidade, tais fatores simbolizam a vitória; na parte superior direita, com fundo branco, com um lema "Amor, Veracidade, Sabedoria" cada palavra centralizada em seu campo, sobreposta uma sobre a outra. A inicial de cada palavra é tirada das iniciais do nome do emancipador municipal: Antonio Veríssimo de Souza; na parte inferior esquerda, com fundo branco, a uma sombra em azul onde a um vaqueiro ao lado de seu cavalo, simbolizando homenagem aos vaqueiros que foram responsáveis pelo etimologia a qual veio a dar nome ao município; na parte inferior direita, com fundo azul marinho, à 06 estrelas douradas de cinco pontas, que representam os 06 municípios circunvizinhos, Norte: Esperança, Nordeste: São Sebastião de Lagoa de Roça, Sudoeste: Pocinhos, Noroeste: Areial. O brasão é bordado em amarelo-ouro, que representam as riquezas municipais: fé, esperança, organização, trabalho, tradição.
O brasão é coroado em suas laterais por dois ramos: feijão a esquerda e batatinha a direita, as quais representavam no período os produtos agrícolas mais produzidos no município.
Sobre os punhos do brasão ainda é brocado um listel alvo, onde se inscreve em azul-marinho, "Montadas-PB" ao centro, e ainda as expressões "14 de outubro" na extremidade destra e as expressões "de 1963", a qual vem a ser a data de emancipação do município.

## Características
Para cálculo das dimensões, tomar-se-á por base a largura desejada, dividindo-se esta em 14 partes iguais. Cada uma das partes será considerada uma medida ou módulo. O comprimento será de vinte módulos (20m).

### Cores
O azul simboliza a Liberdade; o branco a Igualdade e a Paz, o Amarelo e o verde, nada oficializa sobre os possíveis significados das formas e cores adotadas, apenas simbolizam as imagens representadas. Motivo para qual sustenta que apenas as cores Azul e Branco são cores oficiais do município.
|             | Verde      | Amarelo   | Azul        | Branco      |
| ----------- | ---------- | --------- | ----------- | ----------- |
| RGB         | 0/148/64   | 255/203/0 | 48/38/129   | 255/255/255 |
| Hexadecimal | 009440     | ffcb00    | 302681      | FFFFFF      |
| CMYK        | 84/12/96/1 | 0/21/93/0 | 100/97/10/1 | 0/0/0/0     |

## Apresentação
A bandeira de Montadas pode ser usada em todas as manifestações do sentimento patriótico dos montadenses, de caráter oficial ou particular. Nas solenidades oficiais, há várias formalidades a serem seguidas. Nas festas particulares, principalmente aquelas que se realizam nas ruas, escolas e  estádios, com grande aglomeração de pessoas, a informalidade prevalece.
É obrigatório o uso do Brasão de Armas do Município, na Prefeitura Municipal, na Câmara Municipal e nos papéis de expediente e em todas as publicações oficiais.